# Arrondissement Mauriac
Mauriac is een arrondissement van het Franse departement Cantal in de regio Auvergne-Rhône-Alpes. De onderprefectuur is Mauriac.

## Kantons
Het arrondissement was tot 2014 samengesteld uit de volgende kantons:
- Kanton Champs-sur-Tarentaine-Marchal
- Kanton Mauriac
- Kanton Pleaux
- Kanton Riom-ès-Montagnes
- Kanton Saignes
- Kanton Salers

Na de herindeling van de kantons bij decreet van 13 februari 2014, met uitwerking op 22 maart 2015 zijn dat de volgende:
- Kanton Mauriac
- Kanton Naucelles (deel 2/16)
- Kanton Riom-ès-Montagnes (deel 14/23)
- Kanton Ydes